# Onychogomphus bwambae
Onychogomphus bwambae är en trollsländeart som beskrevs av Elliot C.G. Pinhey 1961. Onychogomphus bwambae ingår i släktet Onychogomphus och familjen flodtrollsländor. Inga underarter finns listade i Catalogue of Life.